# Jean-Joseph-Georges Deymier
Jean-Joseph-Georges Deymier CM (chiń. 梅占魁; ur. 13 lutego 1886 w Saint-Michel-de-Lapujade, zm. 2 kwietnia 1956 w Le Bouscat) – francuski duchowny rzymskokatolicki, lazarysta, misjonarz, wikariusz apostolski i arcybiskup Hangzhou.

## Biografia
19 marca 1909 złożył pierwsze śluby zakonne. 14 lipca 1912 przyjął święcenia prezbiteriatu i został kapłanem Zgromadzenia Księży Misjonarzy. 
18 lutego 1937 papież Pius XI mianował go wikariuszem apostolskim Hangzhou oraz biskupem tytularnym diospolitańskim. 30 maja 1937 w Hangzhou przyjął sakrę biskupią z rąk swojego poprzednika Paula-Alberta Faveau CM. Współkonsekratorami byli wikariusz apostolski Taizhou Joseph Hu Ruoshan CM oraz wikariusz apostolski Ningbo André-Jean-François Defebvre CM.
W wyniku reorganizacji chińskich struktur kościelnych dokonanych przez Piusa XII bullą Quotidie Nos, 11 kwietnia 1946 wikariat apostolski Hangzhou podniesiono do godności archidiecezji i stolicy metropolii. Tym samym Deymier został arcybiskupem Hangzhou.
Po zwycięstwie komunistów w chińskiej wojnie domowej w 1949 został wydalony z kraju przez nowe władze. Powrócił wówczas do Francji, gdzie zmarł 2 kwietnia 1956. Arcybiskupem Hangzhou de iure był do śmierci.